# Orientjuveltrast
Orientjuveltrast (Pitta sordida) är en vida utspridd fågel i familjen pittor inom ordningen tättingar som förekommer från Himalaya till Nya Guinea.

## Kännetecken

### Utseende
Orientjuveltrast är en 16-19 cm lång, grön juveltrast med svart huva och brun hjässa. Ovansidan är mörkgrön, undersidan ljusare äppelgrön med mörkrött på nedre delen av buken, undergumpen och undre stjärttäckarna. Nedre delen av ryggen och övergumpen är ljusblå medan den är svart på handpennorna och stjärten. Resten av vingarna är blå med vita vingfläckar och himmelsblå mindre och mellersta täckare. Näbben är kort och svart, ögat mörkbrunt och benen skära.

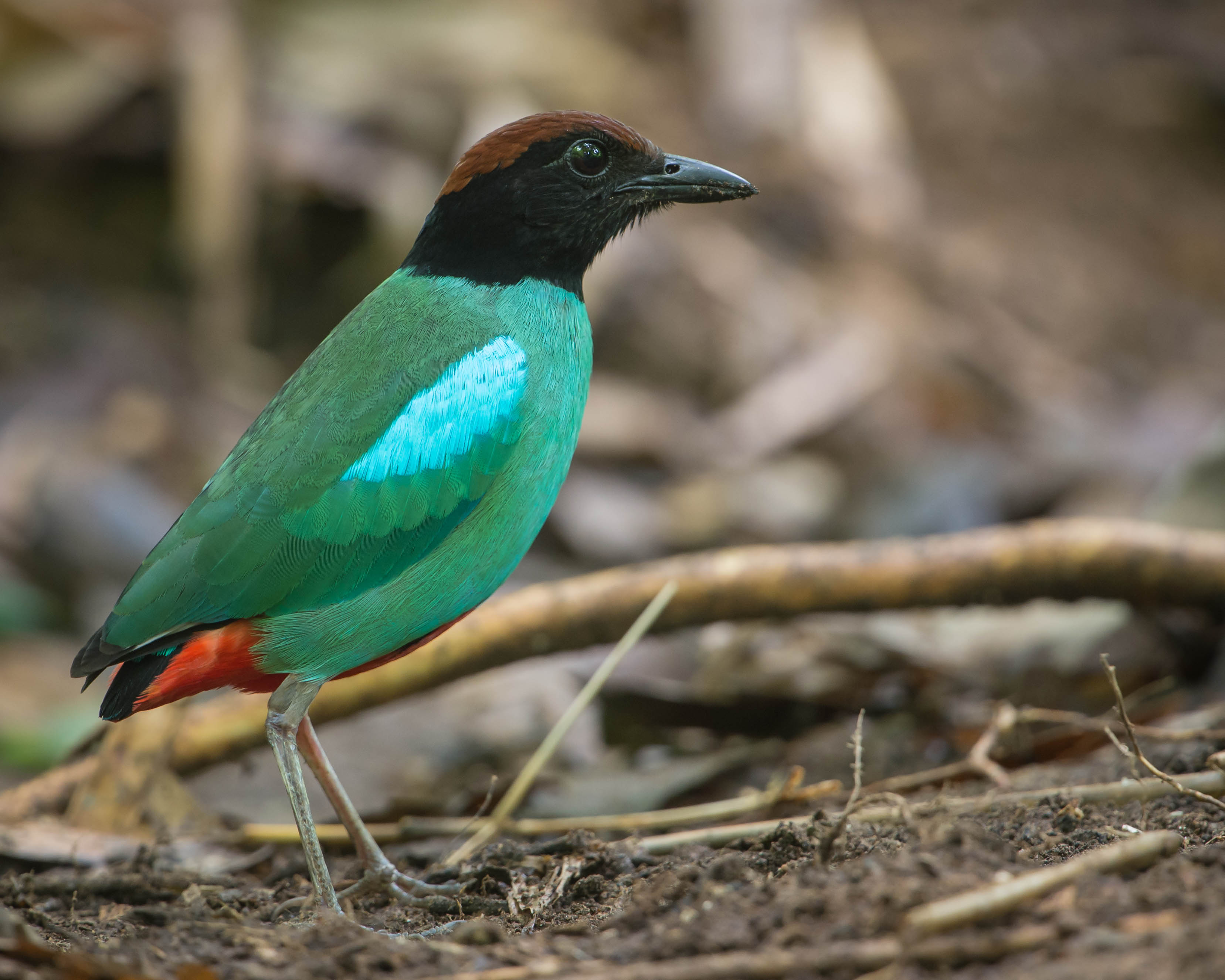

Närbesläktade nyaguineajuveltrasten på Nya Guinea och närliggande öar är generellt mörkare gröna och har blått på sidan av buken. Biakjuveltrasten på Biak norr om Nya Guinea har vidare svart längre ner på bröstet och mer rött på buken. Alla dessa saknar även vitt på vingarna, liksom minahasajuveltrasten på norra Sulawesi (P. forsteni).

### Läten
Lätet är en explosiv vissling, ett tvåstavigt "wip wip" hos västliga fåglar, mer fyrstavigt och raskare och ljusare "wdíp-wdíp" hos östliga fåglar på och kring Nya Guinea. De på Biak låter annorlunda, ett tvåstavigt, hårdare "chirrr-chirr", med längre första ton. Även de i västra Filippinerna (palawanensis) har en lång, utdragen första ton.

## Utbredning och systematik
Orientjuveltrast förekommer delas in i sex underarter med följande utbredning:
- Pitta sordida cucullata – förekommer från foten av Himalaya i norra Indien österut till södra Kina (Yunnan), norra Myanmar och Indokina, söderut till Bangladesh, Thailand och nordvästra Malackahalvön; vintertid flyttar den så långt söderut som till södra Malackahalvön, Sumatra och Java
- Pitta sordida mulleri – förekommer på Sumatra, Java och Borneo samt i västra Suluöarna
- Pitta sordida bangkana – förekommer i Bangkaöarna och Belitungöarna (utanför Sumatra)
- Pitta sordida sordida – förekommer i Filippinerna (utom Palawangruppen)
- Pitta sordida palawanensis – förekommer i västra Filippinerna (Palawan, Culion, Balabac, Calauit och Busuanga)
- Pitta sordida sanghirana – förekommer på Sangihe (nordöst om Sulawesi)

Tillfälligt har den påträffats i Japan i södra Ryukyuöarna.
Tidigare inkluderades arterna biakjuveltrast (P. rosenbergii), minahasajuveltrast (P. forsteni), nikobarjuveltrast (P. abboti) och nyaguineajuveltrast (P. novaeguineae) i arten, då med det svenska trivialnamnet svarthuvad juveltrast. Dessa urskiljs dock sedan 2023 som egna arter av eBird/Clements och IOC. Birdlife International och IUCN intar en mellanposition, där rosenbergii och novaeguineae urskiljs som egna arter, men inkluderar forsteni och abboti i orientjuveltrasten.
Taxonet palawanensis i orientjuveltrasten har konsterats ha avvikande sång, men är identisk med nominatformen till utseendet och behålls därför än så länge som en underart. 

## Levnadssätt
Orientjuveltrast förekommer i låglänt städsegrön lövskog, ungskog, gamla gummiplantage nära vattendrag samt i bambu. Den ses ofta sitta på trädgrenar och lågt sittande klängväxter. Den lever av olika sorters insekter och deras larver. Fågeln häckar mellan april och början av augusti i nordöstra Indien, maj till oktober i Malaysia och Thailand samt december–maj på Borneo och Java. Den bygger ett tillplattat kupolformat bo på marken vari den lägger två till fem vita, glansiga ägg med bruna eller lila fläckar.

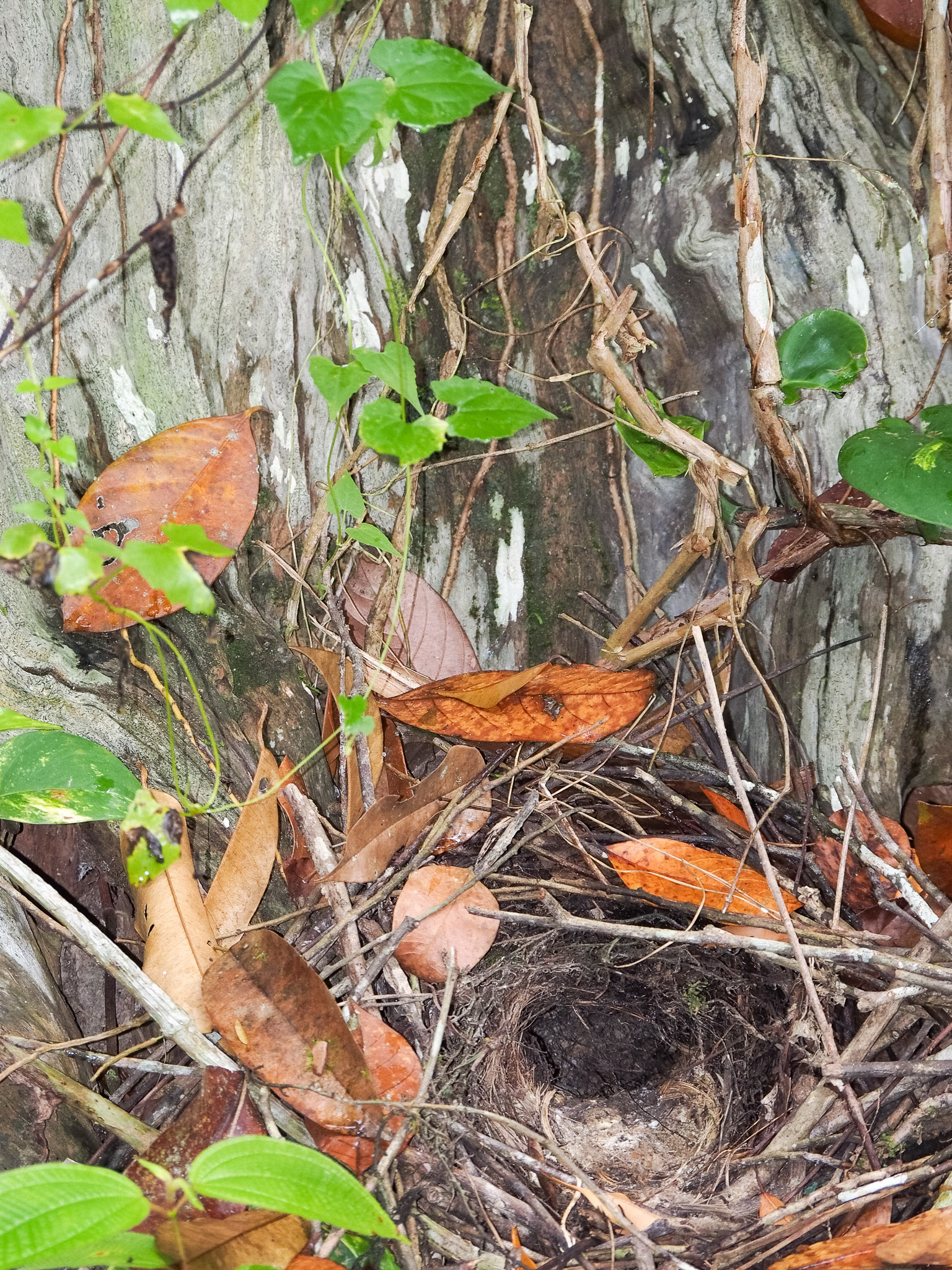
Ett bo av orientjuveltrast i norra Sabah på malaysiska delen av Borneo.

## Status och hot
Arten har ett stort utbredningsområde, men tros minska i antal, dock inte tillräckligt kraftigt för att den ska betraktas som hotad. Internationella naturvårdsunionen IUCN listar arten som livskraftig (LC). Notera dock att IUCN följer Birdlife Internationals taxonomi och inkluderar därför både nikobarjuveltrasten och minahasajuveltrasten i bedömningen.